# Elsa Fougt

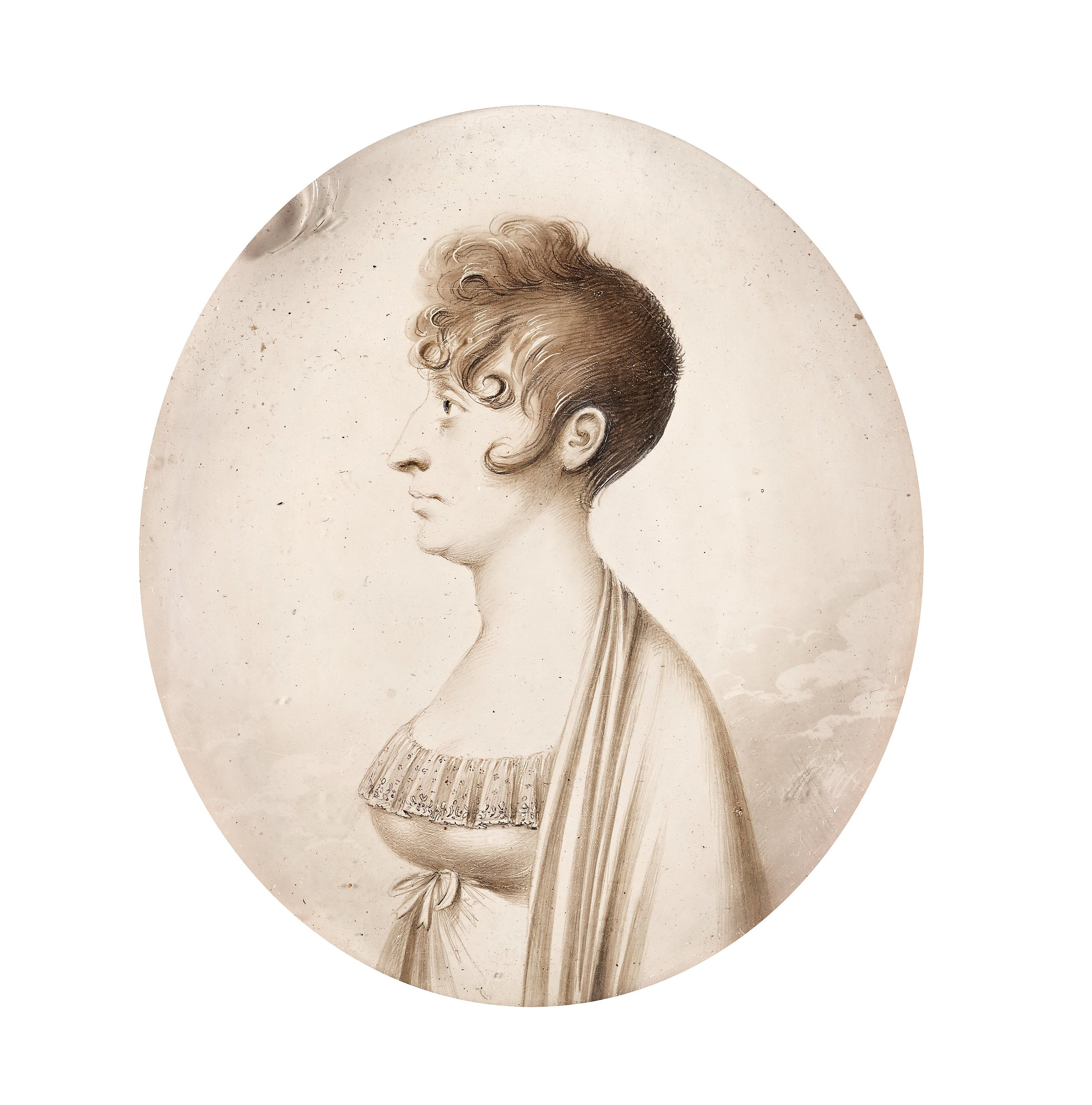
Elsa Fougt, Miniatur von Jacob Axel Gillberg, Gouache auf Elfenbein, 1806

Elsa Fougt, geborene Momma (* 14. oder 25. Dezember 1744 in Stockholm; † 19. Juni 1826 in Mariefred), war eine schwedische Druckerin, Chefredakteurin und Journalistin und eine wichtige Figur auf dem schwedischen Literaturmarkt. Sie leitete die königliche Druckerei (Kungliga Tryckeriet) zwischen 1772 und 1811 (zunächst als Mitarbeiterin mit ihrem Ehemann, ab 1782 als alleinige Direktorin) und war für die Herausgabe der offiziellen Drucksachen des Landes verantwortlich. Außerdem war sie von 1774 bis 1779 Herausgeberin und Chefredakteurin der Zeitung Stockholms Weckoblad.

## Leben
Fougt war die Tochter des königlichen Druckers Peter Momma und der Verlegerin Margareta Momma. Elsa Fougt wurde als Frau der Zugang zur Universität Stockholm verweigert; sie scheint aber zu Hause eine gute Ausbildung erhalten zu haben.
Im Jahr 1762, im Alter von 18 Jahren, heiratete sie den Beamten Henric Fougt. Sie hatten sechs gemeinsame Kinder.
Nach dem Tod von Fougts Eltern, die beide 1772 starben, übernahm das Ehepaar Fougt deren Geschäfte, von denen das wichtigste die Königliche Druckerei war. Zunächst führte Henric Fougt den Titel des Königlichen Hofdruckers. Nach dem Tod ihres Mannes im Jahr 1782 wurde Elsa Fougt alleinige Inhaberin des Unternehmens. Der Status als Witwe ermöglichte ihr rechtlich, das Unternehmen fast dreißig Jahre lang selbst und unter ihrem eigenen Namen zu führen. Dazu gehörte nicht nur das offizielle Amt als Druckerin und Herausgeberin der offiziellen Publikationen des Königreichs, sondern auch private Geschäfte als Druckerin, Buchhändlerin und sogar als Briefzustellerin. Sie war dabei eine geschickte und unternehmungsfreudige Unternehmerin.
Elsa Fougt verlegte französische, deutsche und schwedische Dramen und importierte Bücher von der Société typographique de Neuchâtel in der Schweiz. Sie veröffentlichte wissenschaftliche Werke wie Anders Sparrmans Museum Carlsonianum und Carl August Ehrensvärds Resa till Italien („Reise nach Italien“) und De fria konsters philosophie („Die Philosophie der freien Künste“), während sie gleichzeitig mit wirtschaftlich erfolgreichen Werken wie Cajsa Wargs Kochbuch (Cajsa Wargs kokbok), dem ABC-Buch des Prinzen, Johann Arndts Erbauungsbuch Paradis Lustgård („Paradiesgärtlein voller christlicher Tugenden, wie solche zur Übung …“ im deutschen Original) und anderen fortfuhr.
Von 1774 bis 1779 war sie selbst Redakteurin der Zeitung Stockholms Weckoblad.
Sie war Mitglied der gesellschaftlichen Vereinigung des Stora Amaranterorden (nicht zu verwechseln mit dem erloschenen Amaranten-Orden, von dem der Name übernommen wurde). Zwei von ihr dort gehaltene Gedenkreden für die Salondichterin Anna Charlotta Schröderheim und eine der Mitbegründerinnen des Ordens, Beata Elisabeth Théel, sind überliefert.
1784 ging sie mit Carl Ulff eine Partnerschaft für den außerschwedischen Buchhandel ein, woraufhin der Firmenname in Elsa Fougt & Co. geändert wurde. Im Jahr 1811 trat sie in den Ruhestand. Sie beantragte beim König, Druckerei und Titel auf den Sohn von Henric Fougt den Jüngeren (1776–1836) zu übertragen, was am 2. Mai 1811 bewilligt wurde. Während seiner Zeit ging der wirtschaftliche Erfolg zurück, aber 1832 erhielt er eine Verlängerung der Privilegien bis Ende 1833, als P. A. Norstedt & Söner als königlicher Hofdrucker ernannt wurde. Henric Fougt musste Konkurs anmelden und 1835 an P. A. Norstedt & Söner verkaufen.
Elsa Fougt starb 1826 in Mariefred.